# There Was a Little Boy
There Was a Little Boy (no Brasil: A Sombra de um Passado) é um telefilme de 1993 norte-americano do gênero drama dirigido por Mimi Leder. Exibido originalmente pela CBS em 16 de maio de 1993, tem como protagonistas os atores Cybill Shepherd, John Heard e Scott Bairstow. O filme foi baseado no romance de Claire R. Jacobs.
O produtor executivo, Craig Anderson, decidiu que a atriz Cybill Shepherd decretasse, em uma lista de vários filmes, o diretor do projeto e a opção escolhida foi Mimi Leder, que produziu anos antes para a CBS, o seriado China Beach.

## Enredo
O filme relata a história da professora secundarista Julie, gravida de seu segundo filho, mas que teve o seu primeiro bebê roubado dezesseis anos atrás. O bebê Robby foi roubado por Esperanza, uma solteirona que retirou a criança do berço logo após o pai sair do apartamento, sem perceber que a porta ficou entre-aberta porque um calço foi colocado para a mesma não fechar, e ao mesmo tempo que a mãe entrou no banheiro para um banho.
Robby agora tem o nome de Jesse; é um adolescente "bad-boy" (menino mau) que é forçado a estudar e a dar atenção para a sua nova professora, Julie. Num primeiro momento, Julie pede que o adolescente-problema seja transferido de sua classe, mas com o passar do tempo, afeiçoasse pelo rapaz. Sua "mãe", Esperanza, é quem escolhe a escola e a classe para o "filho" estudar, porque deseja uma aproximação dos dois, pois ela esta muito doente e pode morrer a qualquer momento.
Em meio a este drama, o casal Julie e Gregg tem uma nova pista sobre o paradeiro de seu filho roubado. 
No meio da investigação própria, que acontece em visitas ao asilo e igrejas para descobrir o dono de um pingente de um Santo achado no antigo berço, o casal descobre que o garoto-problema é, na verdade, o filho roubado. 

## Elenco
- Cybill Shepherd ... Julie[3][2]
- John Heard... Gregg[3][2]
- Scott Bairstow ... Jesse/Robby[3][2]
- Elaine Kagan ... Esperanza[3][2]
- Terri Ivens ... Nilda[2]
- Vondie Curtis-Hall ... Danforth[2]
- Bert Remsen ... McHenry[2]
- Gary Werntz ... Jack[2]
- Gloria Gifford ... Martha[2]
- Ellen Gerstein ... Tina[2]
- Adam Gifford ... Frankie[2]
- Adolph Coleman ... Freddy[2]
- Michael Krawic ... Chuck Anderson[2]
- Jennifer Rhodes ... Dr. Blum[2]
- Lara Steinick ... Cindy[2]